# ワイド (貸金業者)
ワイド（WIDE）は、栃木県宇都宮市に本社を置き、東日本を基盤としていた消費者金融。1973年創業。アイフル傘下の後にネオラインホールディングス傘下となり、グループから切り離された後は、「アペンタクル」と社名変更した。

## 沿革
- 1973年（昭和48年）、宇都宮市にて創業。
- 1984年（昭和59年）、北海道を除く東日本各地と北陸3県でテレビCMを放映。
- 2004年（平成16年）、アイフル傘下になる。
- 2007年（平成19年）、新規募集を停止。

なべおさみを起用した看板を東北・関東・甲信越・北陸地方・静岡県の民家の壁に貼られていて、マルフク（同業者）やエドモンズ大学日本校とともに令和になっても各地で看板が残っている。

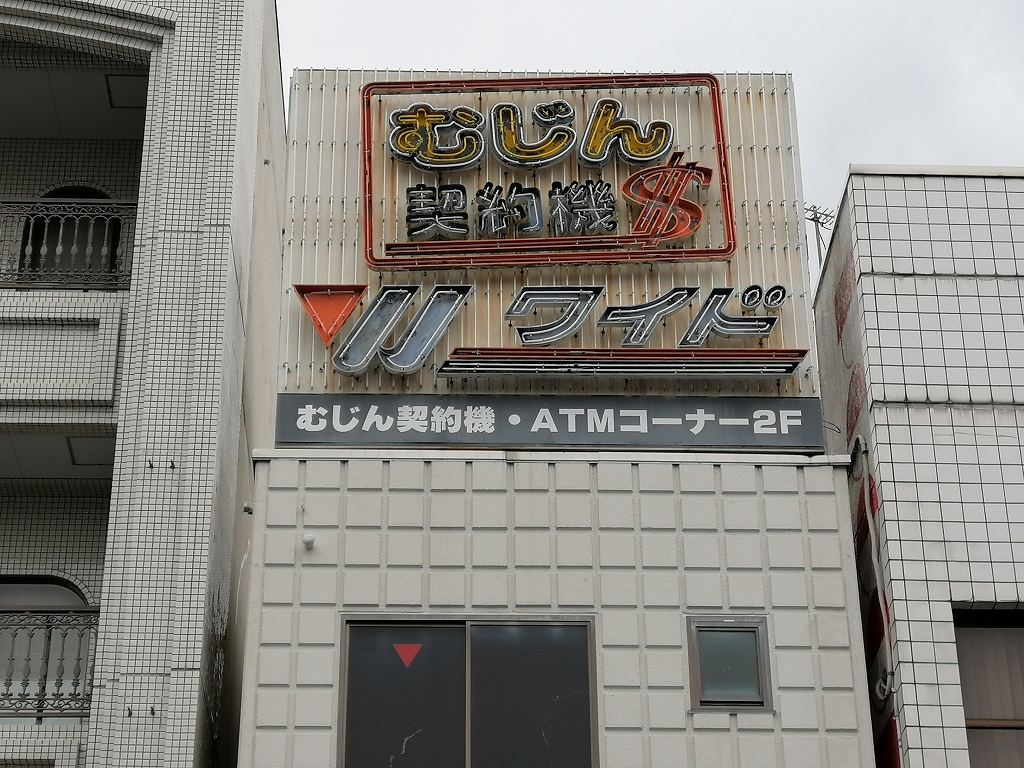
ワイドの無人契約機（閉店済み）